# Pia Sjögren
Pia Sjögren är en svensk journalist, reporter, producent och programledare, som arbetar på Sveriges Radio.
Sjögren har bland annat varit programledare för Kvällspasset i Sveriges Radio P3 mellan 1995 och 1997 från Umeå. Under tjugo år var hon anställd på Sveriges Radio P4 Västerbotten. Sedan sommaren 2007 arbetar hos som frilans. Mellan 1998 och 2003 var hon Norrlandskorrespondent för Ekoredaktionen. Våren 2009 arbetade Pia Sjögren med sametingsvalet för SVT Sápmi och SR Sameradion. Under 2009 och 2010 har Sjögren också varit programledare för Ring P1.